# ايوان ميرا
ايوان ميرا (بالرومانية: Ioan Mera)‏ (5 يناير 1987 في رومانيا - ) هو لاعب كرة قدم روماني في مركز الدفاع. لعب مع أونيريا أورزيتشيني وبولتيهنيكا تيميسوارا ورابيد بوخارست وسبارتاك فلاديكافكاز ونادي أوتيلول ريشيتا وطمشوار 1933 ‏ ونادي طراز وAFC Săgeata Năvodari ‏ وبوليتنيكا تيميشوارا وLPS HD Clinceni ‏ وبولي تيميشوارا ‏ وFC Gloria Buzău ‏.

## روابط خارجية
- ايوان ميرا على موقع قاعدة بيانات كرة القدم.إي يو (الإنجليزية)
- ايوان ميرا على موقع Soccerway.com (الإنجليزية)